# Říp
Říp är en mytomspunnen kulle i Tjeckien. Den ligger i regionen Ústí nad Labem, i den centrala delen av landet, 30 km norr om huvudstaden Prag. Toppen på Říp är 455 meter över havet.
Enligt tjeckiska legender bosatte sig de första tjeckerna på Říp. Därför förväntas tjecker vallfärda till kullens topp minst en gång i livet. På 1600-talet blev Říp ett populärt vallfärdsmål även för icke-tjecker.
Říp har sedan 1868 status som skyddat nationalmonument.